# Windows To Go
Windows To Go — компонент, включённый в состав Windows 8 «Корпоративная», Windows 8.1 «Корпоративная», Windows 10 «Корпоративная», Windows 10 «Для образовательных учреждений», который позволяет ОС загружаться и запускаться с определённых USB-накопителей, таких как USB-флеш-накопители и внешние жёсткие диски, которые были сертифицированы Microsoft как совместимые. Это полностью управляемая корпоративная среда Windows.
Windows To Go предназначен для того, чтобы администраторы предприятия могли предоставлять пользователям версию Windows, которая отражает корпоративный рабочий стол. Создание дисков Windows To Go официально не поддерживается некоммерческими  (или образовательными) редакциями Windows 8.1, однако поддерживается редакциями «Корпоративная» и «Для образовательных учреждений» Windows 10. Была опубликована некоторая информация, описывающая различные способы установки Windows To Go с использованием любой редакции Windows 8.x и Windows 10 и любого загрузочного USB-устройства. Сообщённые ограничения некоторых неофициальных версий включают отсутствие защиты Bitlocker, отсутствие доступа к Microsoft Store и невозможность загрузки как на BIOS, так и на машинах с UEFI.

## История
До Windows 8 только встроенные версии Windows, такие, как Windows Embedded Standard 7, поддерживали загрузку с USB-устройств хранения данных. В апреле 2011 года, после утечки Windows 8 build 7850, некоторые пользователи заметили, что эти сборки включают в себя программу под названием «Portable Workspace Creator», указывая, что она предназначена для создания загрузочных USB-накопителей Windows 8. В сентябре 2011 года Microsoft официально объявила о выпуске Windows To Go на конференции Build и распределённых загрузочных USB-накопителях ёмкостью 32 ГБ с предустановленной Windows To Go.

## Отличия от стандартной установки
Windows To Go имеет несколько существенных отличий по сравнению со стандартной установкой Windows 8 на несъёмном носителе (таком как жёсткие диски или твердотельные диски).
Обнаружение удаления диска
В качестве меры безопасности, предназначенной для предотвращения потери данных, Windows приостанавливает всю систему, если USB-накопитель удалён, и немедленно возобновляет работу, когда диск вставлен в течение 60 секунд после удаления. Если диск не вставлен в этот временной интервал, компьютер выключается, чтобы предотвратить отображение конфиденциальной информации на экране или сохранение в ОЗУ. Также можно зашифровать диск Windows To Go с помощью BitLocker.
Конфигурация драйвера
В первый раз, когда Windows To Go загружается на конкретном компьютере, он устанавливает драйверы для этого конкретного оборудования, может потребоваться несколько перезагрузок. Последующие загрузки на конкретном компьютере идут прямо в Windows.
Microsoft Store
Начиная с Windows 8.1 Магазин Windows включён и работает по умолчанию в Windows To Go Для управления этим объектом существует объект групповой политики.. С помощью групповой политики Microsoft Store можно включить для рабочего пространства Windows To Go (ограниченного одним ПК), а приложения Microsoft Store можно использовать в этом рабочем пространстве.
Локальное аппаратное обеспечение недоступно
В конфигурациях по умолчанию установка Windows To Go не видит локального жёсткого диска или твердотельного накопителя, присутствующего на главном компьютере. Это может быть изменено политикой (автономно).

## Системные требования
Windows To Go работает с USB 2.0 и более поздними версиями и как с устаревшим BIOS, так и с прошивкой UEFI. Не все USB-накопители могут использоваться в этой среде — Microsoft установила особые требования, которым должен соответствовать USB-накопитель, чтобы быть поддерживаемым устройством. По состоянию на июнь 2017 года имеется 12 USB-устройств, перечисленных как поддерживаемые Microsoft для Windows To Go.
При использовании ПК в качестве хоста только аппаратное обеспечение, сертифицированное для использования с Windows 7, Windows 8 или более поздней Windows, будет хорошо работать с Windows To Go. Хотя Microsoft не поддерживает эту функцию на компьютерах с Windows RT или Macintosh, можно загрузить Windows To Go на Mac.

## Лицензирование
С новой лицензией, совместимой с Microsoft Software Assurance, сотрудники могут использовать Windows To Go на любом лицензированном компьютере Software Assurance, а также на своём домашнем ПК.

## Прекращение разработки
Начиная с обновления 2004 (май 2020), объявлено что данный компонент больше не разрабатывается, в связи с тем, что он не поддерживает обновление остальных компонентов, а также требует специальных сертифицированных модулей USB, производство которых прекращается, а производителями оборудования не поддерживается.

## Отзывы
Саймон Биссон, журналист ZDNet, назвал Windows To Go «Одной из наиболее интересных функций Windows 8», отметив, что «Даже несмотря на то, что мы использовали лишь производительность порта USB 2.0, всё было нормально, без заметных лагов» и назвав его «очень полезным способом запуска Windows 8».
Майкл С. Ласки, блогер laptopmag.com, написал: «Для ИТ-отделов, которые хотят, чтобы сотрудники могли безопасно обращаться к корпоративной сети, Windows To Go USB-накопители невероятно удобны. Имея возможность мгновенно переделать любой ПК с ОС Windows в свой собственный безопасный персональный компьютер является достойным и продуктивным средством экономии времени».